# Мамбетказиев, Айдар Ережепович
Мамбеткази́ев, Айда́р Ереже́пович (каз. Мамбетказиев Айдар Ережепұлы; родился 7 января 1965, Алм-Ата) — ректор Казахстанско-Американского свободного университета — университета международного партнерства. Организатор образования и науки. Доктор PhD.

## Биография
Родился 7 января 1965 г. в городе Алматы. Учился в Казахском государственном университете (1982—1983). Служба в рядах Вооруженных сил (1983—1985 г.г.).
Продолжение обучения в Усть-Каменогорском педагогическом институте (1986—1989 г.г.), по окончании которого получил специальность «География и биология».
Получил второе высшее образование в Восточно-Казахстанском государственном университете по специальности «Экономика и менеджмент» (1966 г.).
Окончил магистратуру Казахстанско-Американского свободного университета по специальности «Менеджмент» (МВА) — (2004 г.).
Окончил докторантуру Казахстанско-Американского свободного университета по специальности «Менеджмент» (2012 г.).
Защитил диссертацию на соискание ученой степени доктора PhD в Казахском экономическом университете им. Т. Рыскулова (2013 г.).
Отец четырёх детей.

## Трудовая деятельность
Директор по финансово-экономическим вопросам Казахстанско-Американского свободного университета (2003—2007 г.г.).
Вице-президент Казахстанско-Американского свободного университета по финансово экономическим вопросам (2007—2011 г.г.).
Первый вице-президент Казахстанско-Американского свободного университета (2011—2013 г.г.).
Ректор Казахстанско-Американского свободного университета (с 2013 г. — по настоящее время).
В знак признания заслуг КАСУ в подготовке нового поколения полиязычных лидеров XXI века по приглашению членов Сената США 2 февраля 2023 г. присутствовал на 71-м Национальном Завтраке с участием Президента США Д. Байдена (г. Вашингтон).
В 2021 году назначен почетным консулом Словацкой Республики в открывшемся консульстве республики в г. Усть-Каменогорске.

## Награды и звания
- Нагрудный знак им. Ы. Алтынсарина Министерства образования и науки РК (2009 г.)
- Медаль им. А. Байтурсынова (2014 г.)
- Грамота акима Восточно-Казахстанской области (2004 г., 2014 г.)
- «Академик Международной академии информатизации» (2013 г.)
- «Почетный консул Словацкой республики» (2021 г.)